# Magnolia hookeri
Magnolia hookeri är en magnoliaväxtart som först beskrevs av Cubitt och William Wright Smith, och fick sitt nu gällande namn av D.C.S.Raju och Madhavan Parameswarau Nayar. Magnolia hookeri ingår i släktet Magnolia och familjen magnoliaväxter. Inga underarter finns listade i Catalogue of Life.